# 제3군수지원여단
제3군수지원여단(3rd Logistical Support Brigade)은 대한민국 육군 제3군단의 군수지원여단이다.

## 연혁
국방개혁 2.0의 군단 군수지원여단 계획에 따라 제2군수지원여단과 함께 2017년 12월 1일에 창설되었다.
2020년 2월 11일, 2012년 전라권, 2016년 충청권, 2017년 경상권과 경기권에 이어 전국에서는 다섯 번째인 강원권 군사 급식유통센터가 개장하였다.

## 편성
- 본부
- 제13보급대대
- 제53탄약대대
- 제83정비대대
- 제93정비대대
- 제603수송대대[3]
- 제3급양대
- 제3의무보급정비대
- 제3예방의무근무대[4]

## 참고
1. ↑  안승회 (2017년 12월 3일). “육군, 2군수지원여단·3군수지원여단 창설”. 국방일보. 2020년 2월 15일에 원본 문서에서 보존된 문서. 2018년 3월 9일에 확인함.
2. ↑  김상윤 (2020년 2월 11일). “강원권 첫 軍 급식유통센터 개장”. 국방일보. 2020년 2월 15일에 원본 문서에서 보존된 문서. 2020년 2월 15일에 확인함.
3. ↑  이석종 (2018년 5월 14일). “동원예비군 1000여 명과 부대 증편·창설 동원훈련”. 국방일보. 2020년 2월 15일에 원본 문서에서 보존된 문서. 2020년 2월 15일에 확인함.
4. ↑  임채무 (2019년 3월 25일). “감염병 예방 노하우 나누고 우정 다지고…”. 국방일보. 2020년 2월 15일에 확인함.[깨진 링크(과거 내용 찾기)]